# Martha Hunt
Pour les articles homonymes, voir Hunt.
Martha Hunt, née à Wilson, en Caroline du Nord, aux États-Unis, est un mannequin américain.

## Biographie
À l'âge de 18 ans, Martha Hunt est repérée dans la rue par un photographe qui l'encourage à participer à un concours local, qu'elle a ensuite gagné. Après sa victoire, elle déménage à New York et signe avec l'agence de mannequins Code Management.
Elle fait ses débuts sur les podiums lors de la Fashion Week de Paris en 2007, en défilant pour Issey Miyake. Elle se fait alors remarquer par le magazine Nylon (en), ce qui pousse Nathalie Models à lui faire signer un contrat l'année suivante ; elle quitte son agence new-yorkaise pour NEXT Model Management. Elle défile ensuite pour Givenchy et pose dans le magazine Elle (France et Royaume-Uni).
En 2009, elle pose pour la première fois dans Vogue China puis Harper's Bazaar, GQ, Revue des Modes, V, Glamour Germany et Muse. Elle défile pour Tracy Reese (en), J.Mendel (en), Wayne et Rebecca Taylor (en).
En 2010, elle est dans des éditoriaux de Velour, Marie Claire Italia, Vogue Russia et Harper's Bazaar. Elle fait la publicité de BCBG MaxAzria et Y-3.
En 2011, elle pose pour les marques Hugo Boss et Via Spiga, et pour le magazine Allure. Elle fait la couverture de Style & the family tunes.
En 2012, elle quitte ses agences pour signer avec IMG Models à New York, Paris, Milan, Londres et Sydney, ce qui lui ouvre plus de portes dans le mannequinat. La même année, elle pose pour Pennyblack, Jason Wu et Victoria's Secret. Elle est la 15e vidéo du calendrier de l'avent de LOVE (en). Elle est en couverture de Elle.
Entre 2012 et 2013, elle a défilé plus de soixante fois. On peut citer, entre autres, Alexandre Vauthier, Carolina Herrera, Chanel, Diane von Fürstenberg, Dolce&Gabbana, Giambattista Valli, Giorgio Armani, Hervé Léger, John Galliano, Louis Vuitton, Mulberry (en), Oscar de la Renta, Prada, Stella McCartney, Tom Ford, Tory Burch, Versace ou encore Guerissol .
Depuis 2012, elle travaille régulièrement pour la marque de lingerie Victoria's Secret. Elle pose dans leurs catalogues, apparaît dans certaines publicités et défile pour eux en 2013 et 2014. En 2015, elle en devient un Ange.
En 2013, elle est dans des publicités Miu Miu,, Santa Lolla, Max & co (avec Frida Gustavsson), Express (en), Ralph Lauren, Prada, Rag & Bone (en) et Juicy Couture. Elle pose pour plusieurs magazines cette année-ci : Wonderland, V, Harper's Bazaar (US et UK), Vogue (Japon et Brésil), 25, Numéro et Elle Australia.
Depuis 2013, elle est l'égérie de la marque Free People (en). Elle est donc régulièrement au centre de leurs publicités.
En 2014, elle pose pour Rebecca Minkoff, et pour les magazines Marie Claire Italy, Glamour Germany, Stonefox et Lui. Elle défile pour Tome, Jason Wu, Cushnie et Ochs (en), Hervé Léger, Carolina Herrera, Polo Ralph Lauren et Jeremy Scott. Lors du Coachella Festival, elle tient une rubrique sur le site web du magazine Vanity Fair anglais.

### Vie privée
Martha Hunt souffre d'une scoliose idiopathique. Depuis janvier 2020, elle est fiancée au photographe Jason McDonald. Ensemble, ils ont une fille prénommée Emery née en novembre 2021.

## Filmographie

### Court-métrage
- 2007 : Cregan

### Télévision
- 2014 : 2 Broke Girls : elle-même

### Clip
- 2010 : Junebug - Robert Francis
- 2015 : Bad Blood de Taylor Swift : Homeslice
- 2017 : Paris (en) de The Chainsmokers : la fille blonde